# آنات

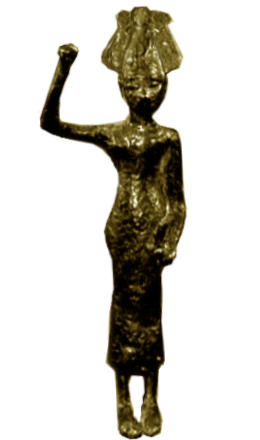
مجسمه آنات

آنات یکی از خدایان اصلی شمال غربی سامی است. او در بین طیف گسترده‌ای از فرهنگ‌ها و در طول زمان‌های زیادی شهرت داشته است. نام وی در برخی از افسانه و اسطوره‌ها نیز به چشم می‌خورد.

## در اوگاریت (یک شهر باستانی در شمال سوریه)
در متون اوگاریتی (از زبان های سامی منسوخ شده)، آنات به عنوان خشونت‌آمیز، جنگ‌انگیز و همچنین برقرار کننده صلح به تصویر کشیده‌شده است. او به عنوان بدنی بارور به تصویر کشیده و فرزندان را به دنیا می‌آورد، در حالی که هنوز هم او را باکره و دوشیزه می‌نامند. در متون چرخه بعل، آنات به عنوان یک ایزدبانوی جنگ ظاهر می‌شود که ابتدا پدرش ال او را فراخواند تا زمینه را برای تاج‌گذاری یام فراهم کند. با این حال، آنات برای برادر کوچکترش (و احتمالاً معشوقه اش) بعل سراسیمه است.

## در مصر
آنات از قرن هجدهم قبل از میلاد به صورت پراکنده در مصر گواهی شده و به نام آنات-هر یافت می‌شود، چهره ای کاملاً تأیید شده (احتمالاً حاکم هیکسوس) از سلسله 12، 15 یا 16، که نام آن به معنای "آنات خرسند است" بوده و برای نشان دادن نژاد کنعانی در نظر گرفته شده است. آنات به عنوان یک ایزدبانوی جنگجو، یکی از چندین خدای سامی/ شمال غربی سوریه بود که به طور برجسته توسط فرعون های جنگجوی سلسله شانزدهم مورد پرستش قرار گرفت.  او اغلب با الهه اشتارت جفت می‌شد. در مسابقه بین هوروس و ست، این دو الهه به عنوان دختران "رع" ظاهر می‌شوند و به عنوان متحدان به خدای ست که با خدای سامی حداد شناخته شده بود، می باشند.
در دوره هیکسوس، آنات دارای معابد در پایتخت هیکسوس آواریس و بت شان (اسرائیل) بود و همچنین در ممفیس مورد پرستش قرار می‌گرفت. در کتیبه‌های ممفیس قرن 15 تا 12 قبل از میلاد، آنات را "بن پتاح"، دختر پتاح می‌نامند. او در برخی از متن ها به نام رشپو (کنعانی: رشپ) خوانده می‌شود و گاهی اوقات به عنوان الهه بومی مصر نیث شناخته می‌شود.
در طول سلسله نوزدهم (در دوره پادشاهی جدید)، تیم ارابه مورد علاقه ستی اول "آنات خرسند است" نام‌گذاری شد.  رامسس دوم آنات را در جنگ به عنوان نگهبان شخصی خود قرار داد و معبد او را در پی رامسس گسترش داد و همچنین دخترش (که بعداً با او ازدواج کرد) را بنتانات به معنی "دختر آنات" نامید. علاوه بر این، رامسس دوم شمشیر خود را "آنات پیروز است" و سگش "آنات محافظت می‌کند" نامگذاری کرد (8) (آن سگ در یک نقش برجسته در معبد بیت ال والی دیده می‌شود) و نام یکی از اسب‌های خود را "آنات خرسند است" گذاشت.

## در اسرائیل
نام الهه آنات در نام های شهر بث آنات و آناتهوث حفظ شده است. به نظر می رسد آناتهوث، اسم جمع این نام باشد، شاید کوتاه شده کلمه خانه و به معنی خانه آنات‌ها باشد، یا اشاره به بسیاری از عبادت‌گاه های الهه است یا جمع تشدید شده‌است.
قهرمان باستانی شامگر پسر آنات ، در قضات 3.31 و 5:6 ذکر شده است، که این ایده را مطرح می‌کند که این قاضی یا قهرمان ممکن است به عنوان نیمه خدا، پسر فانی الهه درک شده باشد. اما جان دی (2000) متذکر می‌شود که تعدادی از کنعانیان که از منابع غیر کتاب مقدس شناخته شده‌اند این عنوان را دارند و نظریه می‌دهد که این یک عنوان نظامی است که نشان دهنده یک جنگجو تحت حمایت ‘آنات است. آسنات، "مقدس برای آنات" ، همسر ژوزف ریش سفید یا بنیان‌گذار عبری بود.